# 대성중학교 (경남)
대성중학교(大成中學校)는 대한민국 경상남도 창녕군 대합면 등지리에 있는 사립 중학교이다.

## 학교 연혁
- 1948년 2월 5일 : 교장 임사묵 겸임
- 1948년 2월 5일 : 대합고등공민학교 개교 1학급 편성
- 1949년 1월 7일 : 대합고등공민학교 설립 인가
- 1952년 3월 20일 : 재단법인 대성학원 설립 인가
- 1952년 3월 20일 : 초대 이사장 강을상 취임
- 1952년 4월 14일 : 대성중학교 개교
- 1952년 7월 29일 : 대성중학교 설립인가
- 1953년 12월 5일 : 초대 교장 임사묵 겸임
- 1988년 3월 31일 : 학교법인 육주학원으로 명칭 변경
- 1988년 3월 31일 : 박병립 이사장 부임
- 2023년 3월 1일 : 제16대 교장 정하규 취임
- 2023년 12월 29일 : 제72회 졸업(졸업생총원 7,617명)

## 참고 자료
- 대성중학교 - 한국교육학술정보원 학교알리미